# Atak Lual
Atak Lual Wol Tong (Aweil, 1º gennaio 1990) è un calciatore sudsudanese, attaccante dell'Al-Ahly Shendi.